# Pena de morte nas Bahamas
A pena de morte nas Bahamas é uma pena legal e é conduzida por enforcamento na prisão de Fox Hill. A última execução no país foi em 6 de janeiro de 2000.  Em agosto de 2012, apenas um condenado, Mario Flowers, estava sob pena de morte. A sentença de morte de Flowers foi comutada em 2016. Desde a independência da Grã-Bretanha, realizou 13 (treze) execuções.

## Lista de execuções
Esta lista está atualmente completa desde 1976.
| Ofensor            | Idade | Data                  | Vítima                      |
| ------------------ | ----- | --------------------- | --------------------------- |
| Michaiah Shobek    | 22    | 19 de outubro de 1976 | Três turistas americanos    |
| Charles Dickenson  | 21    | 29 de janeiro de 1980 | Desiree Darville            |
| Vernal Storr       | 24    | 29 de janeiro de 1980 | Cedric Cleare               |
| Winsette Hart      | 21    | 29 de janeiro de 1980 | Cedric Cleare               |
| Gregory Johnson    | 24    | 28 de abril de 1981   | Erwin "Spanky" Edgecombe    |
| Javon Newbold      |       | 6 de setembro de 1983 | Steadman Brown              |
| Colin V. Evans     |       | 6 de setembro de 1983 | Jennie Russell              |
| William Armbrister |       | 10 de abril de 1984   | Livingstone e Henry LaFleur |
| Thomas Reckley     | 44    | 13 de março de 1996   | Benjamin Strachan           |
| Dwayne McKinney    | 24    | 28 de março de 1996   | Brian Ferguson              |
| Trevor Fisher      | 28.   | 15 de outubro de 1998 | Desconhecido                |
| Richard Woods      | 51    | 15 de outubro de 1998 | Pauline Johnson             |
| David Mitchell     | 27    | 6 de janeiro de 2000  | Horst e Traude Henning      |